# AX Circini
AX Circini (AX Cir) é uma estrela na constelação de Circinus. Uma variável Cefeida, sua magnitude aparente varia entre 5,65 e 6,09 com um período de 5,2733 dias. Está a uma distância de aproximadamente 1 600 anos-luz (500 parsecs) da Terra.
É uma estrela gigante luminosa com tipo espectral de F8II, temperatura efetiva de 5 911 K e massa de 5,2 massas solares. Com base em um diâmetro angular (com ajustes de escurecimento de bordo) de 0,742 e 0,839 milissegundos de arco durante duas fases de pulsação, seu raio varia entre 40 e 45 vezes o raio solar. Uma binária espectroscópica, possui uma estrela companheira de tipo espectral B6V e massa de 5 massas solares detectada a uma separação projetada de 29,2 ± 0,2 milissegundos de arco. A órbita das duas estrelas possui período orbital de 6 532 dias (17,884 anos) e excentricidade de 0,19.
AX Circini emite excesso de radiação infravermelha, o que é atribuído à presença de emissão circunstelar causada por perda de massa da estrela, o que acontece a uma taxa mínima de 7×10−11 massas solares por ano. O material circunstelar possui uma massa de 7,4 ± 5,9×10−10 massas solares e temperatura de 712 ± 61 K.